# Omameda Towako to sannin no motootto
Omameda Towako to sannin no motootto (大豆田とわ子と三人の元夫?), nota anche con il titolo internazionale My Dear Exes, è una serie televisiva giapponese del 2021 trasmessa su Fuji Television.

## Trama
Towako Omameda è convinta che le persone con cui si è sposata le abbiano rovinato l'esistenza, e infatti ha alle spalle tre divorzi. La situazione tuttavia si complica quando, per motivi differenti, tutti e tre i suoi ex-mariti rientrano all'improvviso nella sua vita.